# Chirista compta
Chirista compta är en insektsart som först beskrevs av Walker, F. 1870.  Chirista compta ingår i släktet Chirista och familjen gräshoppor.

## Underarter
Arten delas in i följande underarter:
- C. c. auripennis
- C. c. compta

## Bildgalleri

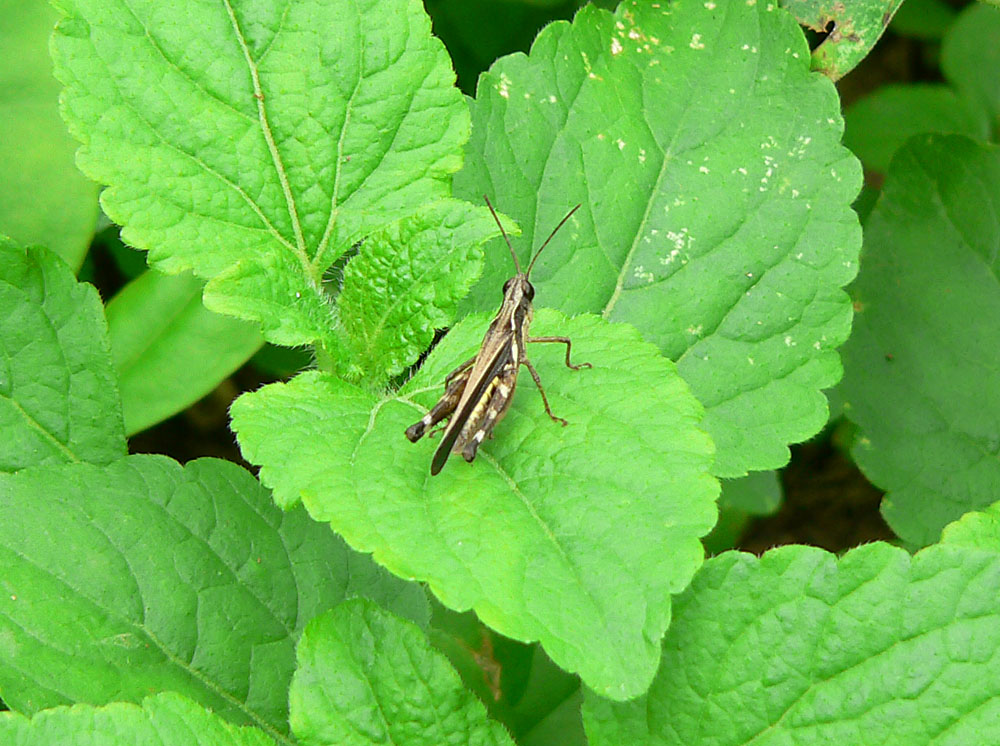